# La dama velada
La dama velada (en italiano La dama velata) es una serie de televisión hispano-italiana de 2015 del género romántico ambientada a finales del siglo XIX y principios del siglo XX en Trento, producida por Mediaset y rodada en Italia (Roma, Trento y Rovereto). Consta de un total de 12 episodios, con un elenco formado por actores italianos y españoles, y protagonizada por Miriam Leone (Miss Italia 2008) y Lino Guanciale. Su estreno en España se produjo el domingo 26 de julio a las 16:00 en Telecinco con la emisión de los tres primeros capítulos. Fue emitida por la cadena italiana, Rai 1, en marzo y abril de 2015.

## Sinopsis
Clara, una espléndida joven perteneciente a la noble familia Grandi, es criada por los campesinos de la hacienda San Leonardo donde nació. Creció libre de la sociedad y estableció una relación muy íntima con Matteo, un huérfano criado con ella por los esposos Staineri. Años más tarde, el conde Vittorio Grandi, padre de la joven, la obliga a regresar a Trento donde le espera el destino de pasar su vida junto a un hombre que se le impone. El conde Guido Fossà, un mujeriego endeudado de los pies a la cabeza, es el hombre elegido para ella y, aunque no es fácil ni nada evidente, el amor nace entre los dos. El mismo amor que convirtió a Clara en mujer corre el riesgo de hacerla infeliz para siempre, en un contexto de secretos y complots contra su vida. La oscuridad que ha entrado en su vida la pone en peligro y eventualmente la enferma mentalmente. Clara está encerrada en la institución de salud mental de la ciudad por histeria, pero logra escapar. Alguien la empuja a las aguas del Adige, dejándola ahogarse y escenificando un suicidio.
Creída por todos como suicida, Clara es salvada por las monjas del convento de la finca y después de recuperarse asume la identidad de una mujer noble suiza. Con el rostro oculto por un velo negro logra regresar a su hogar como profesora de piano de su hija, Aurora. De esta forma es capaz de desvelar los secretos que la acechan desde la noche en que su madre murió dándole la vida y protegiendo a su hija.

## Reparto
- Miriam Leone como Clara Grandi.
- Jaime Olías como Matteo Staineri / Matteo Grandi.
- Lino Guanciale como Guido Fossà.
- Andrea Bosca como Cornelio Grandi.
- Luciano Virgiliocomo Don Vittorio Grandi.
- Mar Regueras como Matilde Grandi (hermana de Vittorio).
- Lucrezia Lante della Rovere como Adelaida (vda. del hermano fallecido de Vittorio).
- Francesco Salvi como Giovanni Staineri.
- Teresa Saponangelo como Maddalena Staineri.
- Teresa Hurtado de Ory como Carlota.
- Ilaria Spada como La Serpier.
- Félix Gómez como Ludovico Vallauri.
- Úrsula Corberó como Anita.
- Aura Garrido como Cecile.
- Giusy Frallonardo como Adelina.
- Juana Acosta como Madame De Blemont.
- Augusto Zucchi como Padre de Guido.
- Germano Bellavia como Berto.
- Paolo Mazzarelli como Gerard.
- Emma Orlandini como Aurora.
- Giusy Buscemi como Amelie.
- Anna Melato como Madre Superiora.
- Massimo Olcese como Olindo.

## Episodios y audiencias
| Temporada | Temporada | Episodios | Estreno             | Final                | Audiencia media | Audiencia media | Audiencia media |
| Temporada | Temporada | Episodios | Estreno             | Final                | Espectadores    | Cuota           |                 |
| --------- | --------- | --------- | ------------------- | -------------------- | --------------- | --------------- | --------------- |
|           | 1         | 12        | 26 de julio de 2015 | 23 de agosto de 2015 | 1 274 000       | 11,9%           |                 |

### Temporada 1 (2015)
| N.º (serie) | N.º (temp.) | Título                  | Fecha de emisión     | Audiencia         |
| ----------- | ----------- | ----------------------- | -------------------- | ----------------- |
| 1           | 1           | Lazos rotos             | 26 de julio de 2015  | 1 513 000 (13,9%) |
| 2           | 2           | En casa paterna         | 26 de julio de 2015  | 1 513 000 (13,9%) |
| 3           | 3           | Un esposa infeliz       | 26 de julio de 2015  | 1 513 000 (13,9%) |
| 4           | 4           | Confianza traicionada   | 2 de agosto de 2015  | 1 300 000 (12,5%) |
| 5           | 5           | Aurora                  | 2 de agosto de 2015  | 1 300 000 (12,5%) |
| 6           | 6           | La tela de araña        | 2 de agosto de 2015  | 1 300 000 (12,5%) |
| 7           | 7           | Un nuevo comienzo       | 9 de agosto de 2015  | 1 182 000 (11,3%) |
| 8           | 8           | Terribles sospechas     | 9 de agosto de 2015  | 1 182 000 (11,3%) |
| 9           | 9           | La semilla de la locura | 16 de agosto de 2015 | 1 062 000 (10,1%) |
| 10          | 10          | Carta de despedida      | 16 de agosto de 2015 | 1 062 000 (10,1%) |
| 11          | 11          | La dama negra           | 23 de agosto de 2015 | 1 311 000 (11,8%) |
| 12          | 12          | Verdades desveladas     | 23 de agosto de 2015 | 1 311 000 (11,8%) |